# Fays (Theux)
Pour les articles homonymes, voir Fays.
Fays  est un hameau de la commune belge de Theux située en Région wallonne dans la province de Liège.
Avant la fusion des communes de 1977, Fays faisait partie de la commune de Polleur.

## Étymologie
Fays tirerait son nom du latin fagus, fagi signifiant hêtre(s), hêtraie.

## Situation
Cette petite localité ardennaise se situe sur la partie supérieure du versant nord de la Hoëgne à proximité de l'autoroute E42 et à 2 km de Polleur.

## Description
Fays a la particularité de compter deux châteaux assez proches l'un de l'autre:
- Le château de Fays appelé aussi château Simonis se trouve sur les hauteurs du hameau à une altitude de 320 m. Il a été construit en brique rouge et pierre de taille et est partiellement entouré d'un haut mur érigé en moellons de grès. Une ancienne ferme ainsi qu'une chapelle datant de 1768 jouxtent le château[1].
- Le château Neufays a été réalisé par l'architecte Auguste-Charles Vivroux entre 1898 et 1900[2]. Il comporte une cour intérieure ainsi qu'une tour carrée.

Ces deux châteaux ont été la propriété de la famille Simonis.
Au nord du hameau, sur la crête, se trouve l'aérodrome du Laboru.
Au sud, en direction de Polleur, de nombreuses constructions récentes se sont implantées au lieu-dit Sur les Trixhes.

## Personnalité
Anne Liégeois (1948-2013), née à Fays-Polleur et décédée à Theux, illustratrice, dessinatrice et graphiste.